# سيكو (كنتاكي)
سيكو (بالإنجليزية: Seco, Kentucky)‏ هي مدينة تقع في مقاطعة ليتشر، كنتاكي بولاية كنتاكي في وسط جنوب شرق الولايات المتحدة. تبلغ مساحة هذه المدينة (كم²)، وترتفع عن سطح البحر م، بلغ عدد سكانها نسمة في عام 2000 حسب إحصاء مكتب تعداد الولايات المتحدة .

## وصلات خارجية
- The US50 - Cities and Towns in Kentucky State